# 763
Вижте пояснителната страница за други значения на 763.

## Събития
- Редица средновековни хронисти документират спомени за небивалия студ обхванал Черноморието през 763 година.[1] Според Анастасий Библиотекар:| „ | ... от началото на октомври настанал голям и лют студ не само по нашите земи... | “ |

А според по-ранния източник Теофан:
| „ | ..но и на изток много повече... Понтийското море в северната си част, до сто мили навътре, станало твърдо като камък поради якия лед, който стигал на дълбочина тридесет лакти, и то покрай всички околни земи, до самата Лихия, чак до Дунав, Куфис, Днепър, Днестър и Некопела, та и край останалите брегове, които също пострадали от студа, чак до Месемврия и Мидия. | “ |

Застудяването е отбелязано и от Леон Граматик:
| „ | ... настанала зима и голям, и много суров студ, така че в северната част на Понта морето замръзнало до сто мили на дълбочина до 30 лакти. А като паднал и сняг върху ледения пласт, той се увеличил с още 20 лакти, така че морето заприличало на суша и дивите зверове и домашните животни ходели по леда. | “ |

Сведението по-късно е повторено и от Йоан Скилица:
| „ | На 23-та година (от царуването на Константин V) настанал голям и много силен студ в столицата и на изток, и на север, и на запад, така че по северното крайбрежие на Понта морето замръзнало до сто мили дължина и 30 лакти дълбочина... Хора, животни и диви зверове можели да ходят по заледеното море... чак до Месемврия и Мидия.' | “ |

## Родени
- 17 март – Харун ал-Рашид, арабски владетел